# Ray City
Ray City es una ciudad ubicada en el condado de Berrien en el estado estadounidense de Georgia. En el año 2000 tenía una población de 746 habitantes.

## Geografía
Ray City se encuentra ubicada en las coordenadas 31°4′32″N 83°11′51″O / 31.07556, -83.19750 (31.075646, -83.197399).
Según la Oficina del Censo, la localidad tiene un área total de 2,1 km² (0,8 mi²), de la cual 2,1 km² (0,8 mi²) es tierra y 0 km² (0 mi²) (0.00%) es agua.

## Demografía
Según la Oficina del Censo en 2000 los ingresos medios por hogar en la localidad eran de $25,769, y los ingresos medios por familia eran $32,614. Los hombres tenían unos ingresos medios de $26,354 frente a los $17,054 para las mujeres. La renta per cápita para la localidad era de $12,788. 